# Sphenacris
Sphenacris is een geslacht van rechtvleugeligen uit de familie Pyrgomorphidae. De wetenschappelijke naam van dit geslacht is voor het eerst geldig gepubliceerd in 1884 door Bolívar.

## Soorten
Het geslacht Sphenacris  is monotypisch en omvat slechts de volgende soort:
- Sphenacris crassicornis (Bolívar, 1884)